# Galo (sacerdote)

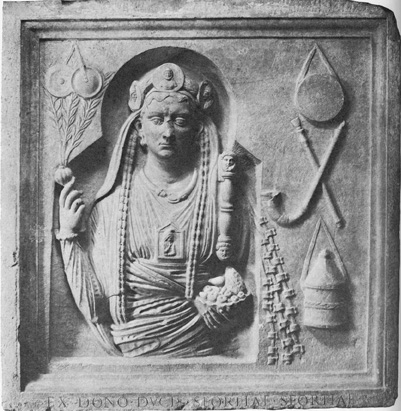
Sumo sacerdote de Cibele, século II

Galo (em latim: Gallus;), na Roma Antiga, era um sacerdote eunuco que dedicava-se ao culto da deusa frígia Cibele e seu consorte Átis, cujo rito foi incorporado nas práticas religiosas estatais da Roma Antiga.